# London and Birmingham Railway

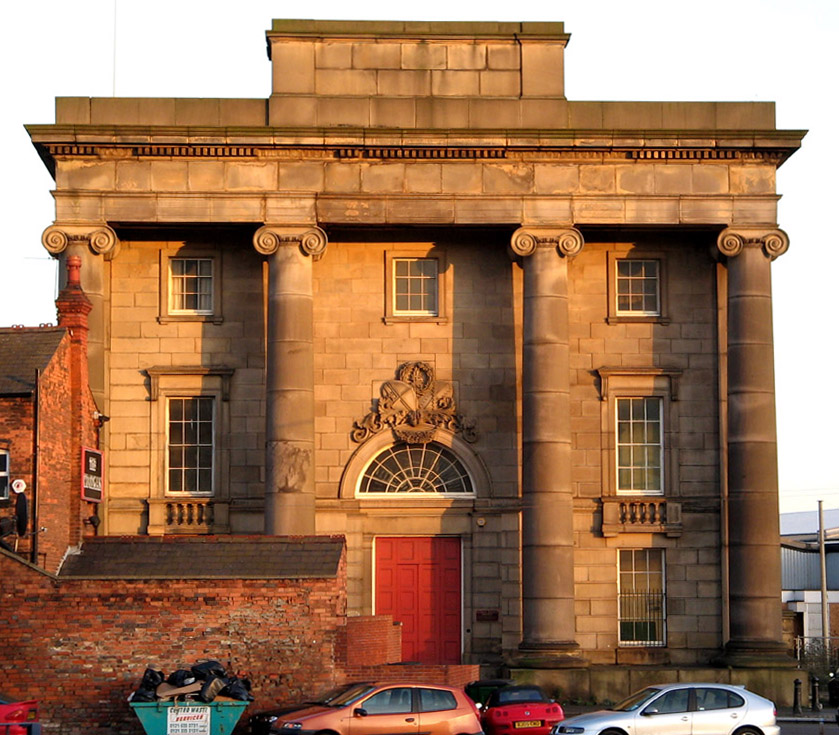
Estação de Curzon Street. O terminal da linha em Birmingham.

A London and Birmingham Railway (L&BR) foi uma das primeiras companhias ferroviárias do Reino Unido, operando de 1833 a 1846, quando tornou-se parte da London and North Western Railway (L&NWR).
Os 180 quilômetros (112 milhas) da linha ferroviária que a empresa inaugurou em 1838 entre Londres e Birmingham foi a primeira linha interurbana a ser construída em Londres. Atualmente, ela faz parte da seção sul da West Coast Main Line.
A linha foi projetada por Robert Stephenson. Iniciava na Estação Euston, em Londres, partindo na direção norte-noroeste, para Rugby, onde havia um contorno oeste para Coventry e Birmingham. Sua estação final era a de Curzon Street, que partilhava com a Grand Junction Railway (GJR), cujas plataformas adjacentes permitiam uma ligação para a Liverpool and Manchester Railway (L&MR), e autorizada através de viagens de trens de Londres para essas cidades.

## Galeria de imagens

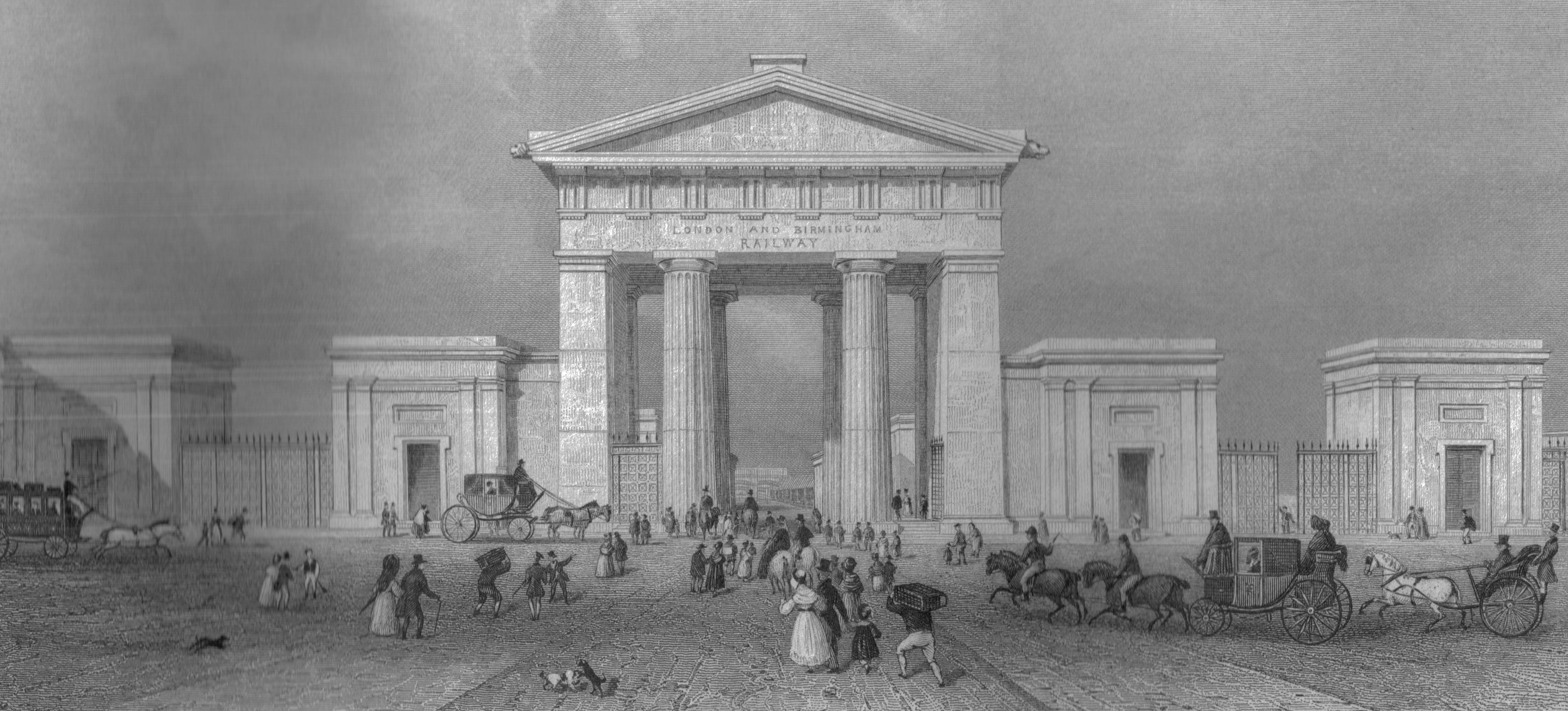
Entrada da Estação Euston. 1838.
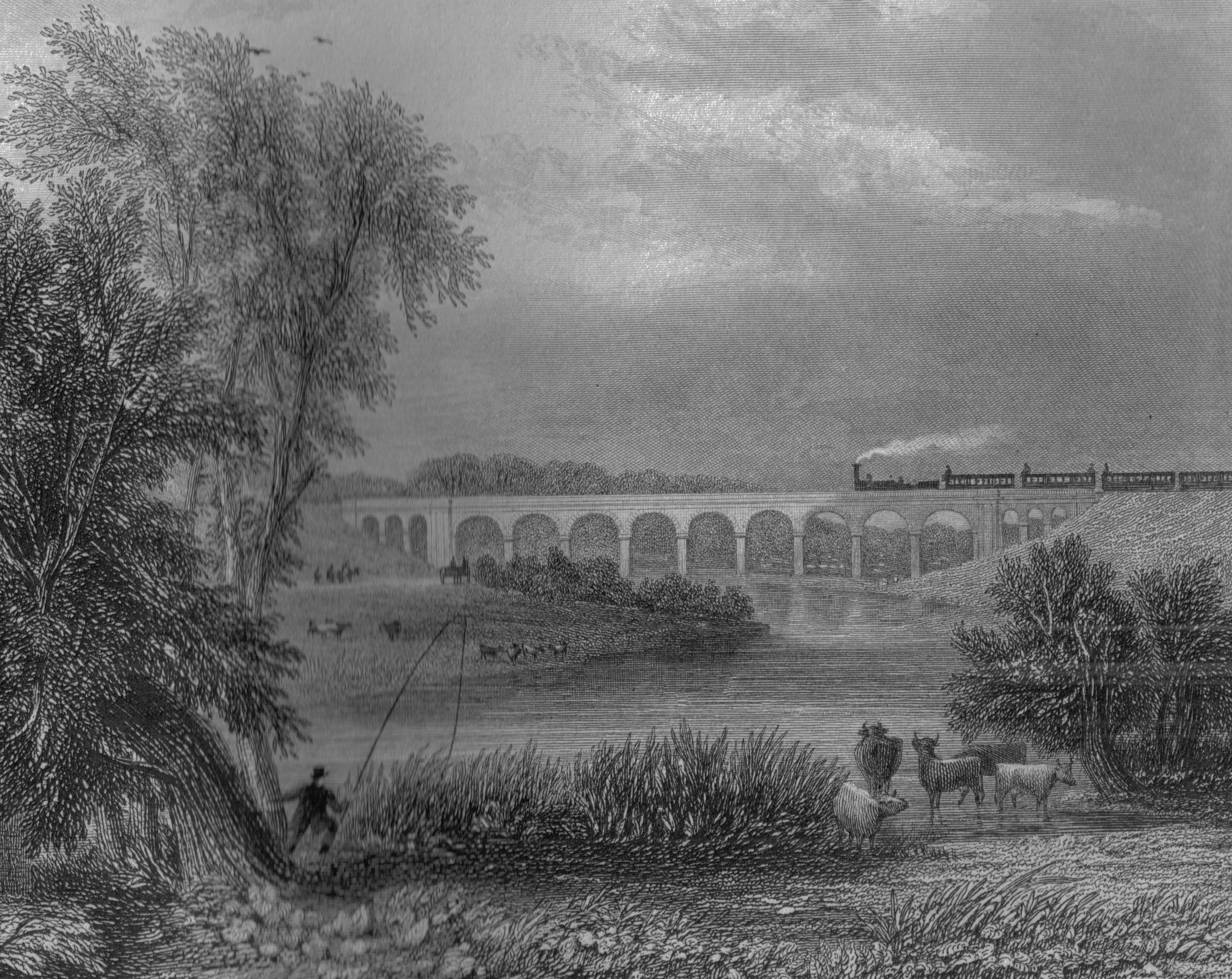
O Viaduto de Avon em Wolston. 1838.
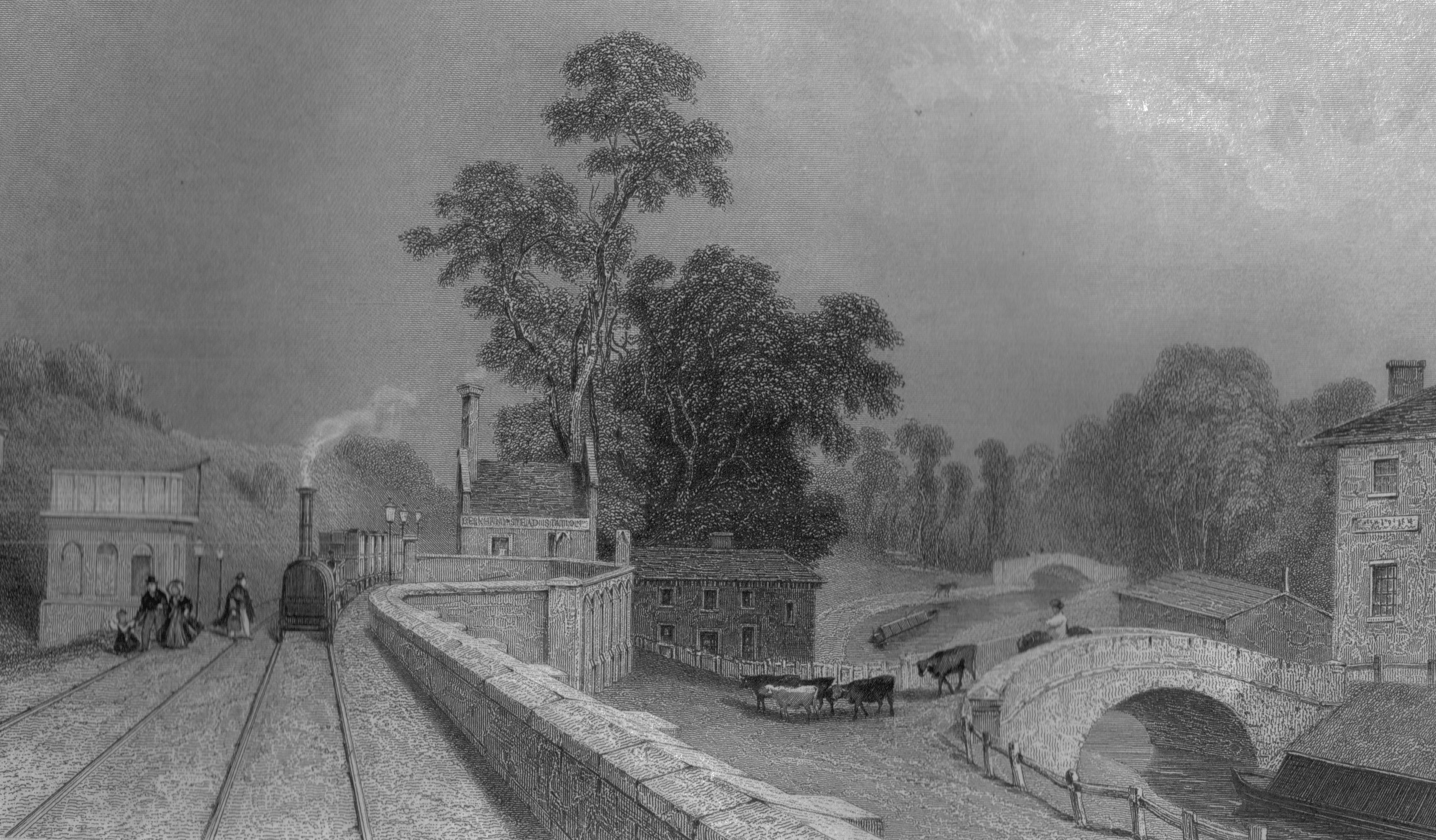
Estação de Berkhamsted em 1838 com o Canal de Grand Junction à direita.
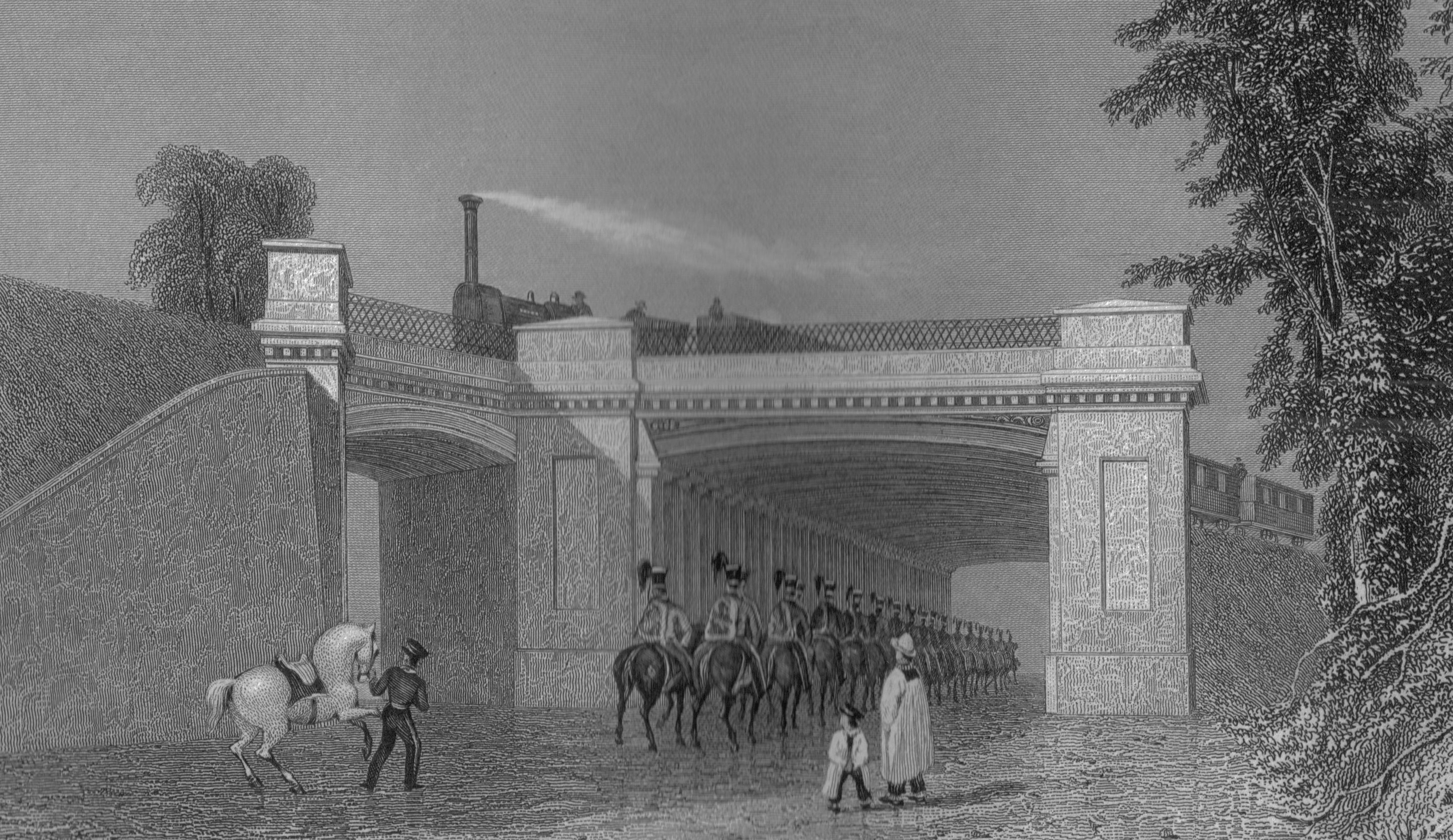
Ponte Denbigh Hall, próximo à Bletchley. 1838.
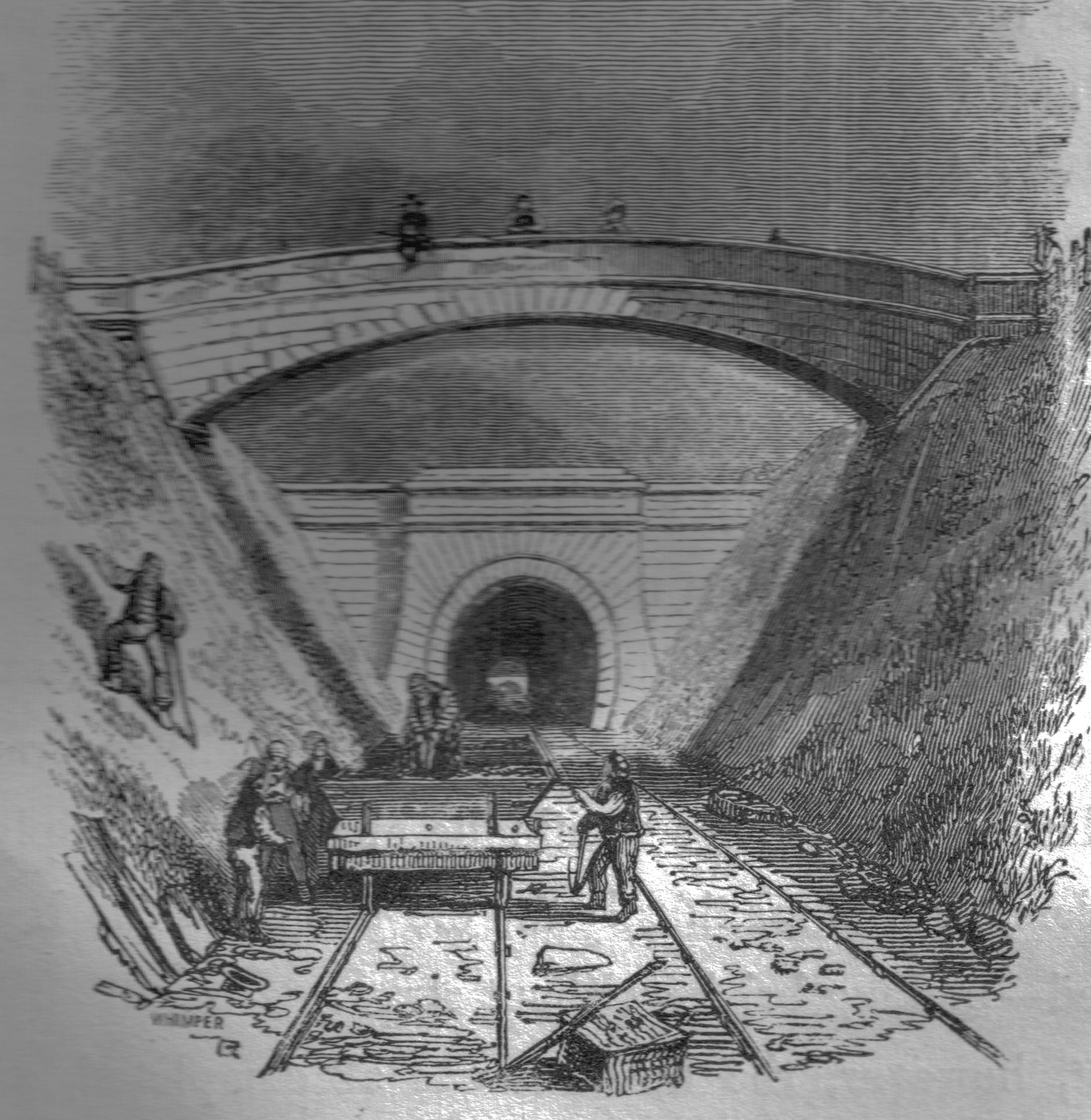
Túnel Beechwood próximo à Coventry. 1838.
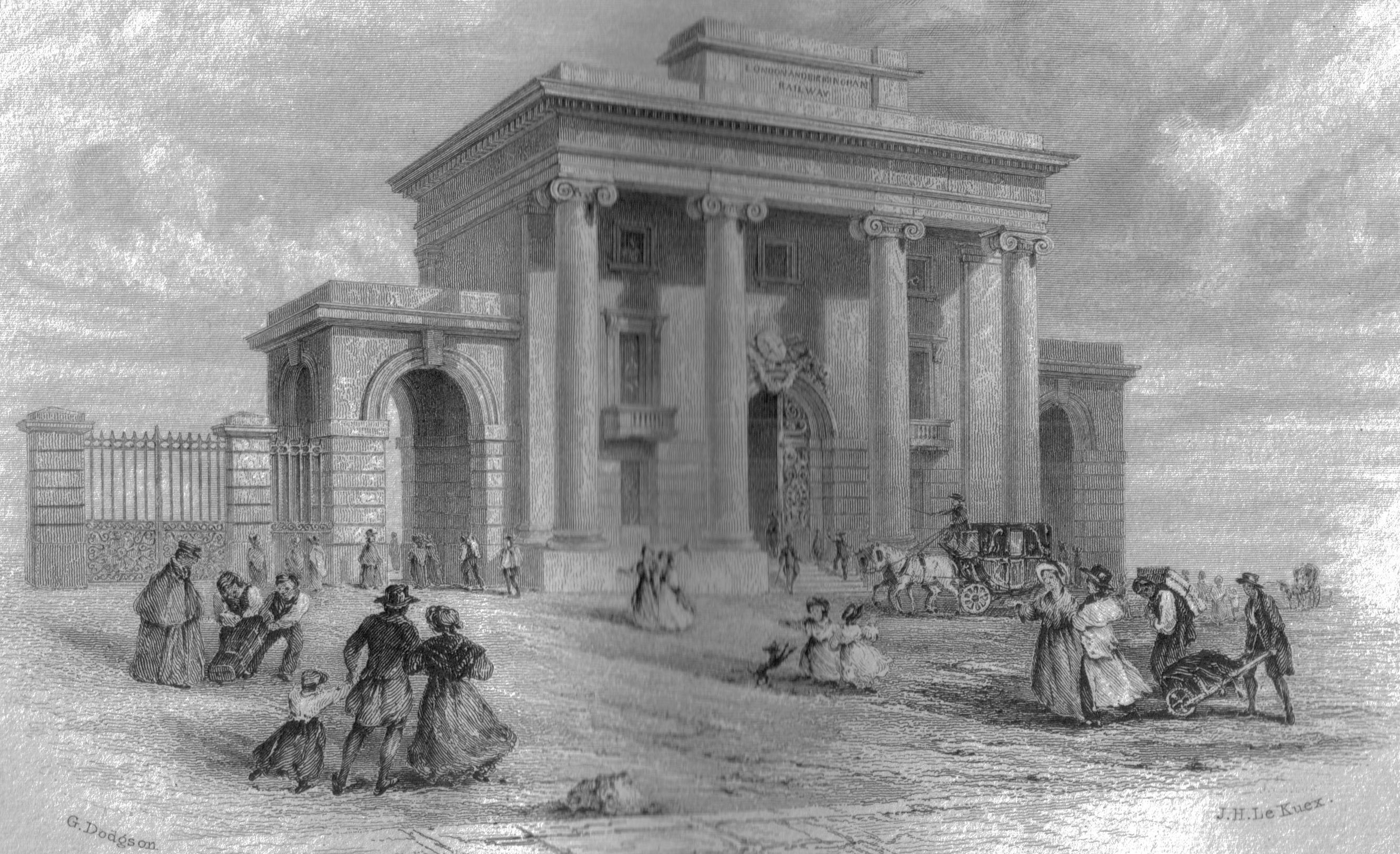
O Terminal de Birmingham, como planejado, com arcos flanqueados, mas estes não foram construídos.
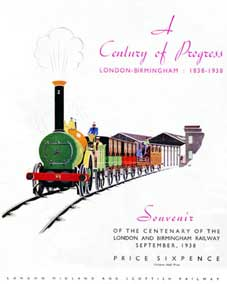
Recordação do Centenário da London and Birmingham Railway, em 1938, ilustrando uma locomotiva 2-2-0 de Edward Bury